# Великий Гэтсби (фильм, 1926)
«Великий Гэтсби» (англ. The Great Gatsby) — американская немая мелодрама 1926 года режиссёр Герберта Бренона. Первая экранизация одноимённого романа 1925 года Фрэнсиса Скотта Фицджеральда. Джея Гэтсби сыграл Уорнер Бакстер, Дейзи Бьюкенен — Лоис Уилсон.
Фильм снят кинокомпанией «Famous Players-Lasky», а дистрибьютор — «Paramount Pictures». Фильм считается утерянным, ни одной копии до сих пор не найдено, и единственным наглядным доказательством существования фильма остается трейлер продолжительностью одна минута.

## В ролях
- Уорнер Бакстер — Джей Гэтсби
- Лоис Уилсон — Дейзи Бьюкенен
- Нил Хэмилтон — Ник Керравей
- Джорджия Хейл — Миртл Уилсон
- Уильям Пауэлл — Джордж Уилсон
- Хейл Гамильтон — Том Бьюкенен
- Джордж Нэш — Чарльз Вулф
- Кармелита Герати — Джордан Бейкер
- Эрик Блор — Лорд Дигби
- Ганбот Смит — Берт
- Клер Уитни — Кэтрин
- Клод Брук — эпизодическая роль (нет в титрах)
- Нэнси Келли — нет в титрах

## Съемки
Сценарий для съемок был написан Бекки Гардинер и Элизабет Михан и основывался на театральной постановке «Великого Гэтсби» режиссёра Оуэна Дэвиса. Вскоре после того, как 2 февраля 1926 в бродвейском театре Амбассадор состоялась презентация спектакля «Великий Гэтсби» режиссёра Джорджа Кьюкора, Famous Players-Lasky и Paramount Pictures приобрели права на экранизацию за $ 45,000.
Режиссёр фильма Герберт Бренон видел Великого Гэтсби как фильм с жанровой легкомыслием, популярными развлечениями, пьяными загулами героев в особняке Гэтсби и подчеркивая их скандальность.

## Интересные факты
Профессор кинематографии Университета Небраски-Линкольна Вилер Уинстон Диксон предпринял большие, но неудачные попытки найти сохранившиеся копии фильма. Диксон отметил, что появились слухи о том, что копия остались в неизвестном архиве в Москве, но отверг эти слухи как необоснованные.
Однако до наших дней сохранился трейлер фильма, который был опубликован в 2004 году. Этот одноминутный ролик хранится в библиотеке Конгресса. Этот трейлер был добавлен к Blu-ray релиза экранизации 2013 режиссёра База Лурманна, выпущенного от Warner Bros.

## Реакция Фицджеральда
Эта экранизация «Великого Гэтсби» стала единственной, которую смог увидеть автор романа. Фрэнсис Скотт Фицджеральд вместе с женой ушли из кинозала, даже не досмотрев фильм до конца. Зельда Фицджеральд вскоре написала дочери, что фильм был отвратительным и ужасным.